# تام کلنسی گوست ریکان اشباح
تام کلنسی گوست ریکان اشباح یک بازی ویدئویی چندنفره تیراندازی سوم شخص است که در سال ۲۰۱۴ به صورت یک بازی رایگان برای مایکروسافت ویندوز منتشر شد. این بازی بخشی از سری بازی‌های تام کلنسی گوست ریکان است. در ۲۵ اوت ۲۰۱۶، یوبی سافت اعلام کرد که سرورهای بازی را در تاریخ ۱ دسامبر ۲۰۱۶ به دلیل "کاهش کاربران خاموش می‌کند ".